# Jimmy Hindmarsh
James Lyons Hindmarsh (1885 – 16 tháng 3 năm 1959) là một cầu thủ bóng đá và huấn luyện viên người Anh. Là một half back và tiền đạo tầm xa, ông thi đấu tại Football League cho Sunderland, Stockport County và Manchester City. Hindmarsh cũng thi đấu ở Southern League cho Fulham, Watford, Plymouth Argyle và Newport County. Ông tiếp tục dẫn dắt Newport County trong 13 năm.